# Flacourtioideae
Ne doit pas être confondu avec Flacourtiaceae.
Sous-famille
Les Flacourtioideae forment une sous-famille de plantes à fleurs de la famille des Salicaceae. Elle a été proposée par le botaniste prussien Carl Traugott Beilschmied en 1833. Elle comprend 15 genres et 210 espèces. Les genres classés dans cette sous-famille étaient pour la plupart classés dans la famille des Flacourtiaceae dans la classification de Cronquist. La famille des Flacourtiaceae est aujourd'hui éclatée par la classification phylogénétique.

## Liste des genres
Selon Catalogue of Life (16 décembre 2020) :
- Azara Ruiz & Pav.
- Bennettiodendron Merr.
- Carrierea Franch.
- Dianyuea C. Shang, S. Liao & Z. X. Zhang
- Dovyalis E. Mey. ex Arn.
- Flacourtia Comm. ex L'Hér.
- Idesia Maxim.
- Itoa Hemsl.
- Lasiochlamys Pax & K. Hoffm.
- Ludia Comm. ex Juss.
- Olmediella Baill.
- Oncoba Forssk.
- Poliothyrsis Oliv.
- Tisonia Baill.
- Xylosma J. R. Forst. & G. Forst.

Selon INPN (26 décembre 2020) (tribus et genres représentés en France, outre-mer compris) :
- Tribu : Flacourtieae DC., 1824
  - Genre : Dovyalis E.Mey. ex Arn., 1841
  - Genre : Flacourtia Comm. ex L'Hér., 1786
  - Genre : Lasiochlamys F. Pax & K. Hoffm., 1922
  - Genre : Ludia Comm. ex Juss., 1789
  - Genre : Oncoba Forssk., 1775
  - Genre : Scolopia Schreb., 1789 (nom. cons.)
  - Genre : Xylosma G.Forst., 1786
- Tribu : Homalieae Dumort., 1829
  - Genre : Homalium Jacq., 1760